# Staufenberg (Assia)
Staufenberg è un comune tedesco di 8 551 abitanti,, situato nel land dell'Assia.